# 孫美瑶
孫美瑶（そんびよう、1898年-1923年）は、中華民国大陸統治期の山賊。国際問題となった臨城事件の首謀者である。
山東省出身。富裕な農民の息子だったが、父親は税金で県知事と揉め処刑されたため家族を連れて山中に逃れ復讐の機会をうかがった。彼の父親は地元の人々から敬愛されていたから敵討ちの大義名分にひかれて若者たちが700人も集まってきた。彼らは金持ちを襲って誘拐し身代金を取って収入としていたが、やがて金持ちから襲われる前に貢物が届けられるようになった。しかし、県知事は警備を固めているので手が出せず1923年に臨城事件をおこす。これは急行列車を襲撃し上海の大物外国人含む乗客たちを拉致しアジトに連れ去った誘拐だった。交渉の結果、身代金の支払い、県知事罷免が決まったが人質が解放されると政府軍は山賊たちを攻撃し孫美瑶を捕らえ処刑した。